# Bratgate (Leicester)
Bradgate Bakery & Coldcall – angielskie przedsiębiorstwo z grupy Samworth Brothers zajmujące się produkcją kanapek (sandwich) dla sieci handlowych Tesco, Waitrose, Marks & Spencer.
Bradgate produkuje kanapki – sandwicze dla największych sieci detalicznych Wielkiej Brytanii. Bradgate jest jedną ze spółek grupy Samworth Brothers notowanej na London Stock Exchange.